# La Fin de la fin du monde
Pour les articles homonymes, voir La Fin du monde.
La Fin de la fin du monde est une chanson de Calogero extraite de son album L'Embellie, sortie en 2009. La chanson est écrite par Calogero et Dominique A, et elle est produite par Calogero et Pierre Jaconelli.

## Classements
| Classement                              | Meilleure position |
| --------------------------------------- | ------------------ |
| Belgique (Wallonie Ultratop 50 Singles) | 14                 |